# Anthony Ravard
Anthony Ravard (Nantes, 1983. szeptember 28. –) korábbi francia profi kerékpáros. Utolsó csapata a francia AG2R La Mondiale volt, ahonnan 2013 decemberében vonult vissza.

## Eredményei
2005
1., 1. szakasz - Circuit de la Sarthe
4. - GP de Fourmies
2006
9. - GP de la Ville de Rennes
2008
1. - Châteauroux Classic de l'Indre
1., 2. szakasz - Tour de Normandie
1., 3. szakasz - Tour de Normandie
1., 4. szakasz - Tour de Normandie
1., 1. szakasz - Circuit de la Sarthe
4. - Párizs - Camembert
2009
1., 1. szakasz - Tour du Poitou Charentes et de la Vienne
2. - GP de la Somme
3. - Châteauroux Classic de l'Indre
2010
1., 2. szakasz - Circuit de la Sarthe
1., 5. szakasz - Circuit de la Sarthe
1., 2. szakasz - Tour du Poitou Charentes et de la Vienne
1. - Châteauroux Classic de l'Indre
1. - Párizs - Bourges
3. - GP de la Somme
4. - Memorial Rik Van Steenbergen
9. - Route Adélie de Vitré
2011
1., 3. szakasz - Tour du Poitou Charentes et de la Vienne
1., Châteauroux Classic de l'Indre - Trophée Fenioux
1., összetettben - Etoile de Bessèges
3., Párizs-Brüsszel
7. - Kuurne-Brüsszel-Kuurne
7. - GP Kanton Aargau - Gippingen
7. - Párizs - Bourges
8. - GP d'Isbergues - Pas de Calais

## Grand Tour eredményei
| Grand Tour | 2010    | 2011 | 2012 | 2013 |
| ---------- | ------- | ---- | ---- | ---- |
| Giro       | feladta | -    | -    | -    |
| Tour       | -       | -    | -    | -    |
| Vuelta     | -       | -    | -    | -    |